# Lienden (Wijchen)
Lienden is een buurtschap in de Nederlandse gemeente Wijchen, gelegen in de provincie Gelderland. Het ligt in het zuidwesten van de gemeente tussen de Batenburgse molen en het gemaal van Citters II.
De negen huizen van de oorspronkelijke kern staan op een stroomrug van de Maas die iets hoger ligt dan het omringende land. Tot de buurtschap behoorden ook een zestal woningen en boerderijen die tegen de Maasdijk aan waren gebouwd. Deze zijn nu gedeeltelijk verdwenen. Na de kanalisatie van de Maas (1934) en de ruilverkaveling (1967) zijn ook op de lager gelegen gronden boerderijen gesticht die bij de buurtschap, die nu twintig woningen omvat, worden gerekend.
Lienden is waarschijnlijk al meer dan tweeduizend jaar bewoond. Er zijn in de kern vondsten gedaan uit de ijzertijd en de Romeinse tijd. Vlakbij, op het Schebbelaarseveld bij Hernen, heeft een aanzienlijk Romeinse villa gestaan. In 2003 is daar een Romeinse begraafplaats uit de 1e en 2e eeuw (gedeeltelijk) opgegraven.
De buurtschap heeft vanaf de middeleeuwen altijd deel uitgemaakt van de heerlijkheid Batenburg. Zij had een eigen kapel, met eigen inkomsten. Deze worden vermeld in een akte van 1443 die werd opgemaakt bij de stichting van het Batenburgse kapittel. Het bedehuis is eind 16e eeuw verloren gegaan in de troebelen van de 80-jarige oorlog en de reformatie.
Dorpen: Alverna · Balgoij · Batenburg · Bergharen · Hernen · Leur · Niftrik · Wijchen

Buurtschappen: Boskant · Bullenkamp · Den Hoef · Heiveld · Hoogbroek · Klispoel · Laak · Lienden · Lunen · Teersdijk · Wezel

Voormalige dorpen: Woezik

Gelderland: Steden en dorpen in Gelderland      Nederland: Provincies · Gemeenten